# プロテロテリウム科
プロテロテリウム科（学名： Proterotheriidae）とは、暁新世から鮮新世にかけて、南アメリカのみに生息していた絶滅した蹄を持った動物のこと。

## 進化史
プロテロテリウム科は、北アメリカないし、旧世界に分布していた、ウマ形亜目に類似した進化傾向があり、並行進化の好例である。疾走に適するように進化をしており、頭骨の前後が長くなる。橈骨と尺骨、腓骨と脛骨の癒合、蹄の減少、四肢が長くなる、脊柱がまっすぐ、などがあるが、大型化はしていない。また、少臼歯の大臼歯化などの類似点もあげられる。鮮新世にパナマ地峡ができ、他の有蹄類と競合したことで絶滅した。

## 形態

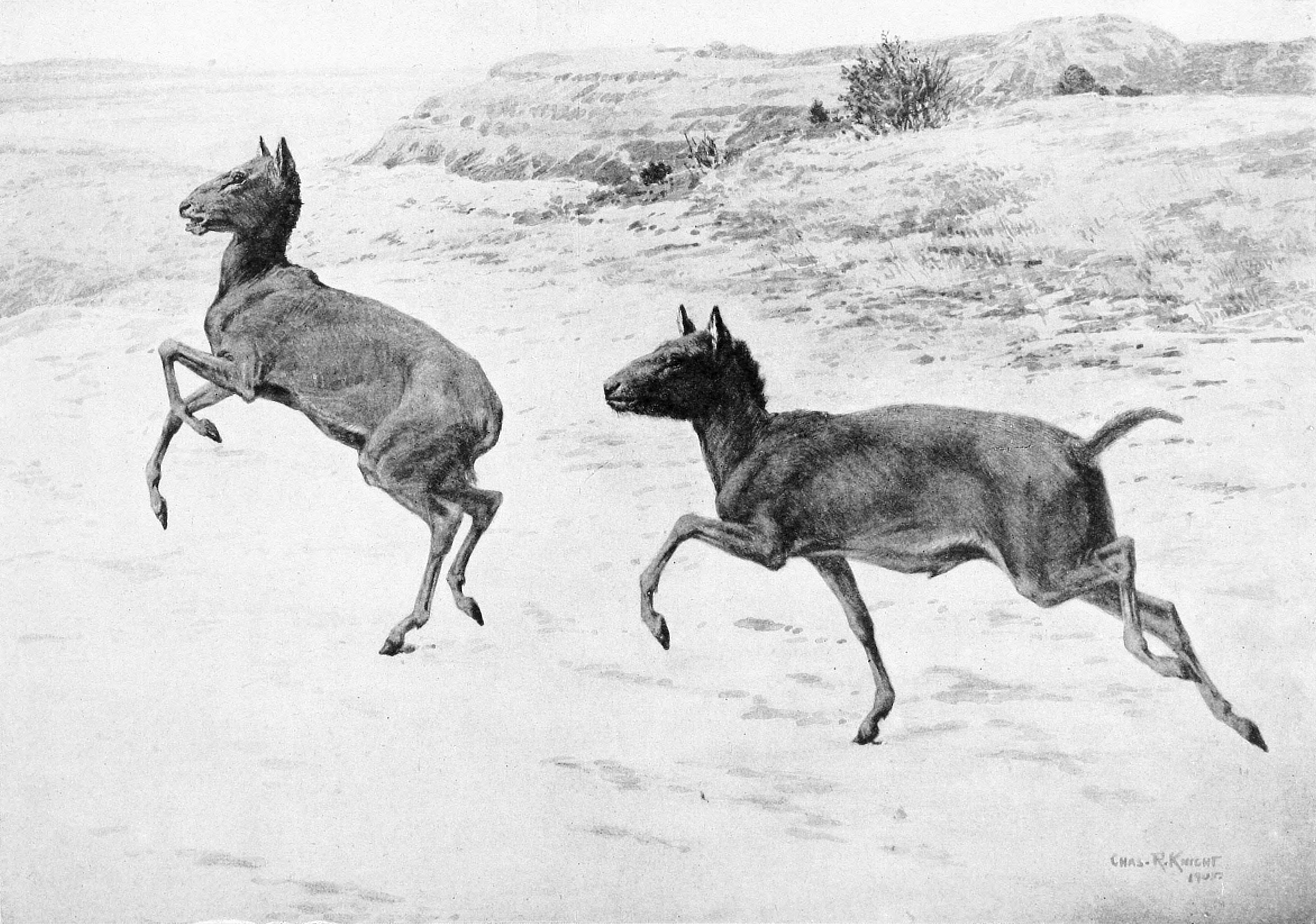
トアテリウムの予想図、疾走するのに非常に適していて、草原を駆け抜けていたと考えられている。

形態もウマ形亜目に類似していて、進化した種は、脛骨と腓骨、橈骨と尺骨が癒合しており、少臼歯が大臼歯化、高歯冠化し、蹄が少なくなっている。中新世のトアテリウムは指は完全な一本になっている。これもウマ形亜目に酷似していて、眼窩と側頭窩を隔てる後眼窩骨弓があり、距骨の上部の関節が滑車のようになっている。臼歯は三日月状の咬頭がある。

## 分布
南アメリカにのみ分布。

## 下位分類
- Anisolambda Ameghino,1910
- Anisolophus Burmeiser, 1885
- Bounodus Carlini, Gelfo & Sánchez, 2006
- Brachytherium Ameghino, 1883
- Caliphrium Ameghino, 1895
- Deuterotherium Ameghino, 1895
- Diadiaphorus Ameghino, 1887
- Diplasiotherium Rovereto, 1914
- Eoauchenia Ameghino, 1887
- Eoproterotherium Ameghino, 1904
- Epecuenia Cabrera, 1939
- Epitherium Ameghino, 1888
- Glyphodon Roth, 1899
- Guilielmofloweria Ameghino, 1901
- Heteroglyphis Roth, 1899
- Licaphrops Ameghino, 1904
- Lophogododon Ameghino, 1904
- Mesolicaphrium McGrath, Anaya & Croft, 2020
- Neobrachytherium Soria, 2001
- Neolicaphrium Frenguelli, 1921
- Olisanophus McGrath, Anaya & Croft, 2020
- Paranisolambda Cifelli, 1983
- Phoradiadius Simpson, Minoprio & Patterson, 1962
- Picturotherium Kramarz & Bond, 2005
- Polyacrodon Roth, 1899
- Polymorphis Roth, 1899
- Prolicaphrium Ameghino, 1902
- Proterotherium Ameghino, 1883
- Protheosodon Ameghino, 1897
- Pseudobrachytherium Corona et al., 2020
- Ricardolydekkeria Ameghino, 1901
- Tetramerorhinus Ameghino, 1894
- Thoatherium Ameghino, 1887
- Victorlemoineia Ameghino, 1901
- Villarroelia Cifelli & Guerrero, 1997
- Wainka Simpson, 1935
- Xesmodon Berg, 1899